# Escalante (Filipinas)
Escalante es una ciudad de la provincia de Negros Occidental, en Filipinas. con una población cercana a los 100.000 habitantes. Hasta el año 1856, junto con Saravia, pertenecían a Silay.

## Geografía
Escalante se encuentra en la costa norte de la isla, frente a la isla de Cebú, a unos 50 km de distancia de la ciudad de San Carlos y 96km  de Bacolod.

## Barangays (Barrios)
La población se divide políticamente en 21 barrios, relacionados en la tabla siguiente:
| Barangay      | Población (2010) | Superficie (ha) | Distancia desde el centro de la ciudad (km) |
| ------------- | ---------------- | --------------- | ------------------------------------------- |
| Alimango      | 4.686            | 919.4498        | 3.00                                        |
| Balintawak    | 15.477           | 720.9231        | 0.00                                        |
| Binaguiohan   | 2.395            | 726.2457        | 13.28                                       |
| Buenavista    | 3.867            | 707.7538        | 16.00                                       |
| Cervantes     | 2.612            | 431.8238        | 6.62                                        |
| Dian-ay       | 4.905            | 1,750.5637      | 18.50                                       |
| Had. Fe       | 2.250            | 552.9899        | 2.34                                        |
| Japitan       | 2.731            | 586.7144        | 17.00                                       |
| Jonobjonob    | 7.982            | 1,405.6326      | 2.08                                        |
| Langub        | 3.002            | 968.2549        | 13.02                                       |
| Libertad      | 2.773            | 1,839.4097      | 11.72                                       |
| Mabini        | 7.585            | 1,916.3276      | 7.60                                        |
| Magsaysay     | 1.690            | 527.0559        | 14.28                                       |
| Malasibog     | 2.816            | 675.0577        | 7.34                                        |
| Old Poblacion | 11.233           | 572.8795        | 6.24                                        |
| Paitan        | 1.598            | 588.6619        | 13.72                                       |
| Pinapugasan   | 2.622            | 1,129.2686      | 15.14                                       |
| Rizal         | 2.299            | 439.3418        | 14.58                                       |
| Tamlang       | 2.437            | 1,041.3441      | 9.32                                        |
| Udtongan      | 2.340            | 967.4706        | 10.18                                       |
| Washington    | 5.705            | 720.2289        | 5.12                                        |
| TOTAL         | 93.005           | 19.276.3030     |                                             |